# Sharks (gruppo musicale britannico 2007)
Gli Sharks sono un gruppo musicale punk/rock britannico formatosi a Leamington Spa nel 2007.

## Formazione

### Formazione attuale
- James Mattock - voce, chitarra (2007-presente)
- Andrew Bayliss - chitarra (2007-presente)
- Carl Murrihy - basso (2012-presente)
- Sam Lister - batteria (2007-presente)

### Ex componenti
- Adam Lovelock - basso (2007-2008)
- Cris O'Reilly - basso (2008-2011)
- Tony Corrales - basso (2011-2012)

### Turnisti
- Rob Dempsey - basso (luglio-agosto 2011)
- Luke Schwartz - basso (agosto 2011)
- Stephen Carter - basso (ottobre-novembre 2011)

## Discografia

### Album in studio
- 2012 - No Gods
- 2014 - Selfhood

### Raccolte
- 2011 - The Joy of Living 2008-2010

### EP
- 2008 - Shallow Waters
- 2010 - Show of Hands

### Split
- 2009 - Sharks/Northern Towns